# Šorići
Šorići (en italien : Sorici) est une localité de Croatie située en Istrie, dans la municipalité de Kanfanar, dans le comitat d'Istrie. En 2001, la localité comptait 41 habitants.

## Démographie
| 1948 | 1953 | 1961 | 1971 | 1981 | 1991 | 2001 |
| ---- | ---- | ---- | ---- | ---- | ---- | ---- |
| 82   | 66   | 71   | 57   | 49   | 50   | 41   |